# Kornett (Instrument)
Das Kornett (frühere deutsche Schreibweise Cornet, abgeleitet von lateinisch cornu, „Horn, Gehörn“) oder Piston (ital. pistone „Kolben, Stempel; Ventil“ [ital. corno a pistoni „Ventilhorn“], von lat. pistare, Frequentativum zu lat. pinsere, pisere „stampfen, stoßen“) ist ein Blechblasinstrument. Es besitzt ein konisches Messingrohr und drei Pumpventile, und wird, trotz der trompetenähnlichen Form und Stimmlage, aufgrund seiner Mensur zu den Horninstrumenten gezählt. Es sollte nicht mit dem „Cornetto“ (dt. sonst Zink) verwechselt werden. Das Kornett ist ein transponierendes Instrument und zumeist in B gestimmt, manchmal auch in Es oder C.

## Herkunft
Der Name des Instruments leitet sich von französisch cornet à pistons („kleines Ventilhorn“) ab. Erstmals konstruiert wurde es um 1828 von Louis Antoine Halary, dem Erfinder der Ophiklëide. Halary soll die Idee gehabt haben, das deutsche Posthorn mit Ventilen zu versehen, um so eine chromatische Tonreihe erzeugen zu können. Tatsächlich ist das cornet à pistons lediglich eine Weiterentwicklung einer früheren ventillosen Variante (cornet), die in den französischen chasseur-Regimentern die Funktion eines Signalhorns übernahm.
Nach einer Weiterentwicklung durch den Franzosen Gustave Auguste Besson gewann das Kornett eine enorme Beliebtheit. Besson erhielt 1837 mit nur 18 Jahren das Patent auf ein Instrument, das alle bestimmenden Merkmale des modernen Kornetts aufwies und sämtlichen zeitgenössischen Modellen überlegen war. Die Marke Besson existiert bis heute als Bestandteil von Buffet Crampon.
Um 1850 wurde eine kurze, tiefe Form des Kornetts in England unter dem Namen cornopean bekannt. Die englische Form war mit drei Pumpventilen und einer Trillerklappe für Ganztontriller ausgestattet. Darüber hinaus war es ein modulares Instrument mit auswechselbaren Umstimmbögen für As, G und F sowie Mundstück-Stimmzügen für B und A. Bis zum Ersten Weltkrieg wurde es als billige Ausführung, ohne den tiefen F-Aufsteckbogen, in Frankreich nachgebaut. (Die Stimmung des Altkornetts in F und Es hat sich nicht durchgesetzt.)
Eine Duplex-Variante des Kornetts ist das sogenannte Echokornett (auch Echohorn genannt), welches einen eingebauten Dämpfer besitzt. Ein Spezialventil ermöglicht dem Instrumentalisten den sofortigen Wechsel zwischen normalem und gedämpften Klang.

## Verwendung

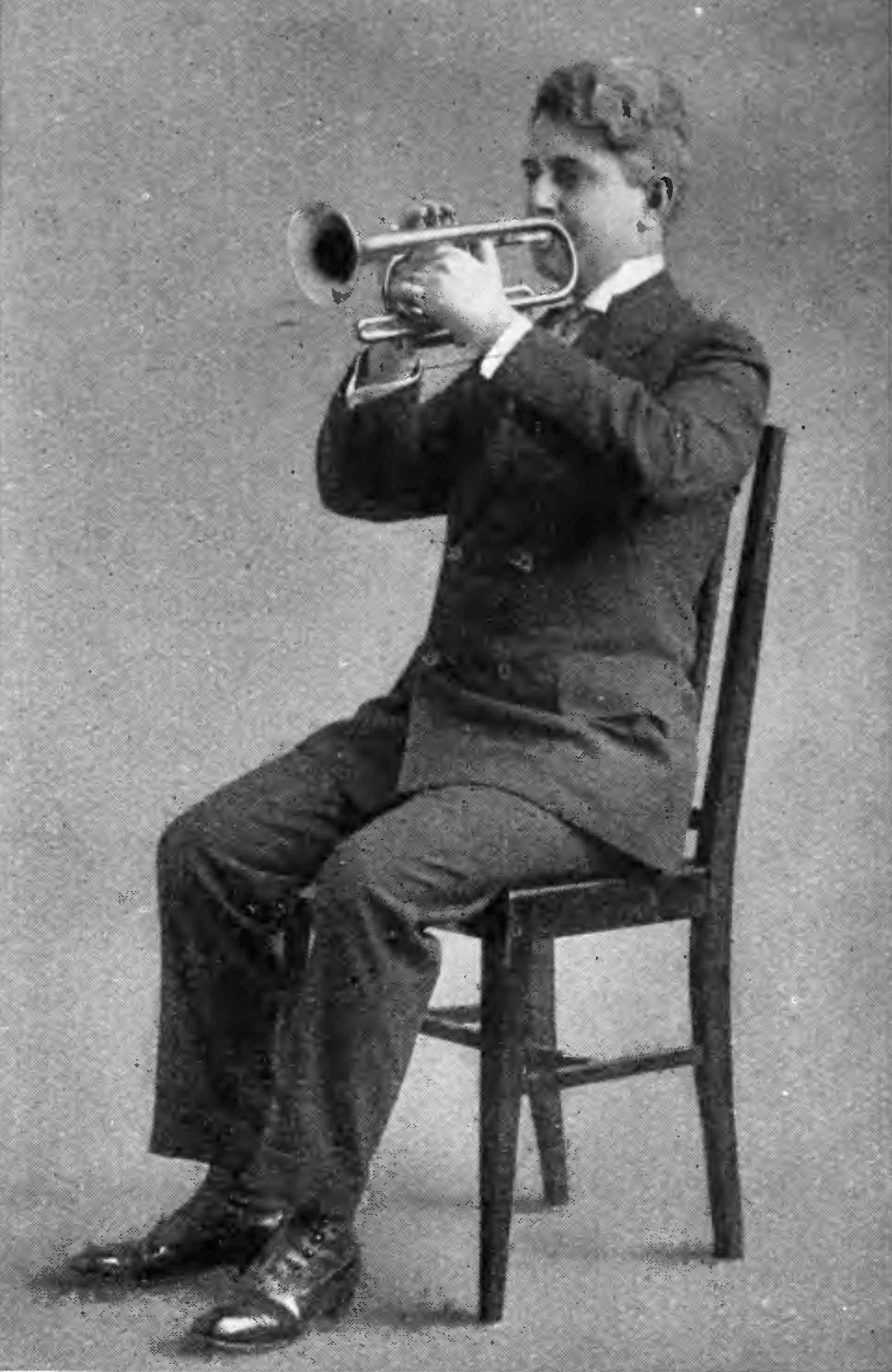
Kornettist der Metropolitan Opera (1917)

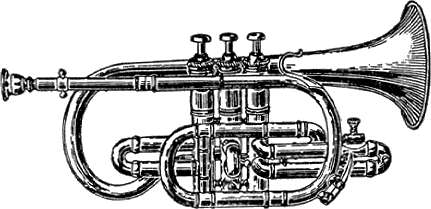
Kornett

Das Kornett findet man heute fast ausschließlich in Blasorchestern, Brass Bands und Militärkapellen. Das Instrument ist gelegentlich aber auch in sinfonischen Werken, insbesondere in romanischen Ländern anzutreffen und spielte auch in der frühen Jazzmusik eine wichtige Rolle (Louis Armstrong, Nat Adderley, Bix Beiderbecke, Buddy Bolden, King Oliver, Rex Stewart, Red Nichols, Ruby Braff).
In der klassischen Orchesterliteratur findet man das Kornett eher selten, da für dieses Blechregister normalerweise Trompeten verwendet werden (während üblicherweise Hörner die Alt-, die Posaunen die Tenor- und die Tuba die Basslage abdecken). Das Kornett wird hier üblicherweise eingesetzt, wenn ein etwas weicherer Klang als von der Trompete gewünscht wird. Häufig ersetzen die Kornette die Trompeten oder aber ergänzen diese. Ein herausstechendes Werk ist Berlioz’ Symphonie fantastique, in der neben zwei Trompeten zwei Kornette verlangt werden. Auch Debussys Orchesterkomposition La Mer fordert zwei Kornette zusätzlich zu drei Trompeten, ebenso Danny Elfmans Filmsoundtrack zu Edward mit den Scherenhänden. Ein weiteres Beispiel ist Tschaikowskis „Dornröschen“-Partitur, die jeweils Trompeten und Kornette erfordert.
Auch in französischen Orchestern des 19. Jahrhunderts ersetzte das Kornett teils die Trompete. Vor allem bei kleiner Streicherbesetzung, wie in den Operetten von Jacques Offenbach, mischt sich das Kornett besser als die Trompete mit den übrigen Instrumenten, sodass der Klang der Tuttistellen nicht so spröde wirkt.
Populär ist das Kornett ferner als Schulinstrument für Trompetenschüler, da der Ton leichter anspricht als bei der Trompete und es aufgrund seiner kompakteren Konstruktion für Kinder leichter zu halten ist.

## Unterschiede zur Trompete
Die Ähnlichkeit in Bau- und Spielweise macht einen Wechsel zwischen Kornett und Trompete für fortgeschrittene Spieler leicht, dennoch gibt es neben den bereits erwähnten Merkmalen einige wichtige weitere Unterschiede: Durch den stärker konisch geformten Schalltrichter und ein Mundstück, welches einen im Vergleich zur Trompete dünneren Rand und tieferen Kessel hat, bekommt das Kornett einen weicheren, runderen Ton, der umgekehrt aber auch nicht die dynamischen Möglichkeiten der Trompete bietet und das Spielen sehr hoher Noten erschwert. Die zahlreicheren Windungen der Röhre haben klanglich keinen Einfluss.

## Bekannte Kornettsolisten
- Nat Adderley (1931–2000)
- Louis Armstrong (1901–1971)
- Bix Beiderbecke (1903–1931)
- Oskar Böhme (1870–1938)
- Ruby Braff (1927–2003)
- Theodor Hoch (1843–1906)
- Ludwig Güttler (* 1943)
- Connie Jones (1934–2019)
- Red Nichols (1905–1965)
- Joe „King“ Oliver (1885–1938)
- Muggsy Spanier (1906–1967)
- Rex Stewart (1907–1967)
- George Swift (1911–1986)
- Hugo Türpe (1849–1891)

Von der International Trumpet Guild (ITG) wurde 2005 eine Doppel-CD mit historischen Tondokumenten (1899 bis 1950) vorwiegend von Kornettsolisten herausgegeben: European Cornet And Trumpet Soloists. Diese Dokumentation basiert auf der Sammlung von Ernst W. Buser, dem Begründer des Trompetenmuseums in Bad Säckingen.